# 金塔柽柳
金塔柽柳（学名：Tamarix jintaensis）为柽柳科柽柳属下的一个种。